# 中心洲石礦場
中心洲石礦場是珠海市香洲區桂山鎮一座已停用的石礦場，亦是在改革開放初期，珠海眾多中外合資的工業項目之一。石礦場面積約1.2平方公里，位處桂山鎮的中心洲，與香港大嶼山相隔一條大嶼海峽。

## 歷史
在國家積極引入外資的政策下，澳洲派安混凝土有限公司與中國五金矿产进出口总公司於1980年合作開發位於珠海經濟特區內的中心洲石礦場，亦是派安繼石澳石礦場後，在香港及週邊地區營運的第二座石礦場。
根據相關條款，石礦場可營運至1997年，而石料主要供應香港。其後，石礦場於1981年8月開始採購機器設備，並於翌年12月14日正式啟用。
石礦場於1982年一直營運至1997年，及後再獲准繼續營運至約2000年代初才關閉。

## 其後修復工作及土地用途
中心洲石礦場關閉時，東南面尚有約532萬立方米石料可供開採，而土地一直閒置，斜坡亦未經平整。到2018年，政府有關單位才委聘公司，將石礦場盆地的剩餘石料挖走。